# Astragalus pseudoanthylloides
Astragalus pseudoanthylloides är en ärtväxtart som beskrevs av Nikolai Fedorovich Gontscharow. Astragalus pseudoanthylloides ingår i släktet vedlar, och familjen ärtväxter. Inga underarter finns listade i Catalogue of Life.